# Daniela Sandoval
Daniela Cristina Sandoval Bravo (Quito, 1991) es una atleta, andinista, ciclista ecuatoriana y fisioterapeuta de profesión.
Nació en Quito el 18 de enero de 1991. Su mayor hazaña fue ascender y descender "non stop" al Aconcagua (6.962 m), donde batió un récord en la escalada de esa montaña argentina, bajo la modalidad "speed climbing". Ascendió por la ruta convencional, iniciando en la cara norte del Aconcagua, desde el Valle de Horcones hasta la cumbre y regreso.
Daniela Sandoval pertenece al equipo Ecuador Más Cerca del Sol.

## Biografía
A los 9 años comenzó en el Club de Andinismo de la Pontificia Universidad Católica del Ecuador, donde sus padres, Eduardo Sandoval y Consuelo Bravo, fueron integrantes también. Asistió a los campamentos vacacionales 'Aire Libre' organizado en Quito por Fabián Zurita, en donde perfeccionó técnicas de andinismo. En su adolescencia visitaba montañas con su familia, pero se dedicó al atletismo de montaña desde los 18 años.
Su primer logro en el andinismo fue la Ultramaratón en "La Misión 2016" de Argentina.[cita requerida]
Ha participado en carreras de trail running de larga distancia desde los 18 años. En el 2017, obtuvo el primer lugar en la carrera PETZL Trail Plus en Baños de Ambato.
En enero de 2018, ingresó al ranking de montañismo latinoamericano, con su ascenso y descenso “non stop” a la cima del Aconcagua. Estableció una marca de ascenso y descenso con 20 horas y 17 minutos en total. El récord anterior, de 22 horas y 52 minutos, lo había establecido la montañista brasileña Fernanda Maciel en febrero de 2016.
En abril de 2018, estableció el récord de "speed climbing" en ascenso al volcán Cotopaxi, al completar 34,16 kilómetros en 7 horas y 32 minutos.
En 2018, fue la embajadora de la edición 58 de la Carrera Quito Últimas Noticias 15K.

## Desempeño profesional
Daniela Sandoval prioriza su participación deportiva en el atletismo de montaña.